# Verijärv
A Veri-tó (észtül Verijärv) egy tó Észtországban, Võrumaa megyében, Võru város délkeleti részén, a várostól 3,5 km távolságra, mintegy 69,1 méteres tengerszint feletti magasságban.

## Neve
A tó neve Vér-tavat jelent, mert a Veri észt nyelven vért, a järvi pedig tavat jelent.

## Földrajz
A 24,9 hektáron elterülő és legmélyebb pontján 20 méter mély tavat a Koreli-patak felduzzasztott vize táplálja. Vizét a Meegomäe-patak szállítja el. Átlagos mélysége 6,3 méter. Medre a tó középső részén meglehetősen meredekek. Partjait agyag, homok és kavicsos föveny borítja. 
A tóban élő halfajok a következők: bodorka, csapósügér, balin, csuka, szélhajtó küsz, menyhal, vörösszárnyú keszeg, vágó durbincs, jászkeszeg, széles kárász, compó, európai angolna, karikakeszeg, botos kölönte, fogassüllő, valamint fürge cselle.

## Fordítás
Ez a szócikk részben vagy egészben  a   Verijärv című észt Wikipédia-szócikk ezen változatának fordításán alapul.  Az eredeti cikk szerkesztőit annak laptörténete sorolja fel. Ez a jelzés csupán a megfogalmazás eredetét és a szerzői jogokat jelzi, nem szolgál a cikkben szereplő információk forrásmegjelöléseként.